# Marcus Daly

Fundición de la mina Anaconda

Marcus Daly (5 de diciembre de 1841 - 12 de noviembre de 1900) fue un hombre de negocios estadounidense nacido en Irlanda, conocido como uno de los tres "Reyes del Cobre" de Butte (Montana), Estados Unidos.

## Primeros años
Daly emigró del Condado de Cavan, en el Úlster (norte de Irlanda), a Estados Unidos cuando era niño, y llegó a Nueva York. Vendió periódicos y se dirigió a California a tiempo para participar en la fiebre del oro y poco después en lo que se convertiría en las fabulosas excavaciones de plata ahora conocidas como veta Comstock en Virginia City (Nevada) a partir de 1860.: 27 

## Carrera
Daly adquirió experiencia en las minas de Comstock bajo la dirección de John William Mackay y de James Graham Fair.: 26  Mientras trabajaba en las minas de Virginia City, conoció y se hizo amigo de George Hearst y de sus socios James Ben Ali Haggin y Lloyd Tevis, copropietarios de la Ophir Mining Company (Hearst era el padre de quien se convertiría en magnate de la prensa, el famoso William Randolph Hearst). En 1872, Daly recomendaría la compra por parte del grupo Hearst de la mina de plata Ontario, cerca de Park City (Utah). En diez años, Ontario produjo 17 millones de dólares y pagó 6,25 millones en dividendos, generando ingentes beneficios para Hearst, Tevis y Haggin.: 52 
Su amistad comercial se extendió por muchos años y ayudó a establecer la mina de cobre Anaconda en Butte (Montana). Daly originalmente llegó a Butte en agosto de 1876 para ver una mina, Alice, como agente de la compañía Walker Bros. de Salt Lake City.: 46  Los Walker compraron la mina, instalaron a Daly como superintendente y le otorgaron una porción de la mina.: 50 
Siempre un ingeniero enérgico y un geólogo con buen criterio para evaluar los minerales, Daly notó mientras trabajaba bajo tierra en la mina Alice que había depósitos significativos de menas de cobre. Obtuvo acceso a varias otras minas en el área y concluyó que la colina estaba llena de mineral de cobre. Imaginó un depósito de mineral de varios miles de pies de profundidad, algunas vetas de cobre casi puro y cientos de millones de dólares. Instó a sus empleadores, los Walker Bros. a comprar la Anaconda, y cuando se abstuvieron, Daly la compró por su cuenta, después de vender su pequeña participación en la mina Alice, por 30.000 dólares.: 50–52  Esta mina, situada en Butte, Montana, sería el origen de su gran fortuna.

## La mina Anaconda
La mina Anaconda comenzó como una mina de plata, pero Daly la compró para extraer cobre de lo que sería uno de los depósitos más grandes conocidos en ese momento. Sin embargo, le faltaba el dinero para desarrollarlo, por lo que recurrió a Hearst, Haggin y Tevis.: 48–49, 52–53  Con muchos millones de dólares de respaldado, se dispuso a explotar La colina más rica de La Tierra. Los primeros doscientos pies dentro de la mina eran ricos en plata y tardaron algunos años en agotarse. Para entonces, las otras minas de plata de Butte también se estaban agotando, por lo que Daly cerró las minas de Anaconda, St Lawrence y Neversweat. Informó a sus asociados de lo que tenía en mente y ellos lo aprobaron. Los precios de las propiedades circundantes cayeron y Daly las compró discretamente. Luego volvió a abrir la Anaconda como una mina de cobre y anunció al mundo que Butte era "La colina más rica de la Tierra".: 64, 67  Gracias a Thomas Alva Edison, que había desarrollado la bombilla y había dotado de iluminación una manzana en Nueva York para demostrar lo que podía hacer la electricidad, el mundo necesitaría cobre, un excelente conductor de electricidad, en cantidades masivas. Butte tenía cobre. Cientos de miles de toneladas, a la espera de ser sacadas del suelo.
Construyó una fundición para procesar el mineral y, a finales de la década de 1880, se había convertido en multimillonario, y era dueño de la Compañía de Reducción y Minas Anaconda. Daly era propietario de un ferrocarril, el Butte, Anaconda and Pacific Railroad para transportar el mineral desde sus minas hasta su fundición en Anaconda, una ciudad que fundó para que sus empleados trabajaran en las fundiciones. Tenía intereses madereros en el Bitterroot Valley, una mansión y preciados establos en el mismo valle, al sur de Missoula.
En 1894 encabezó una campaña enérgica pero infructuosa para designar a Anaconda como la capital del estado de Montana, pero perdió ante Helena, que fue apoyada por William Andrews Clark.: 111–113  Daly se mantuvo activo en la política de Montana durante la década de 1890, debido a su oposición e intensa rivalidad con su compañero y también rey del cobre, el futuro senador William Clark.: 46–47  Daly trató de mantener a Clark fuera del gobierno apoyando generosamente a sus adversarios políticos.
En 1898 comenzó a buscar un comprador para su compañía. Entró en negociaciones con William Rockefeller y Henry H. Rogers, de la Standard Oil de Ohio, propiedad de John D. Rockefeller. La Anaconda Mining Company (y sus intereses asociados) se compraron en 1899 por 39 millones de dólares, y convirtiéndose en la Amalgamated Copper Mining Company. Daly fue nombrado presidente de la compañía en 1899 y murió al año siguiente, en 1900.

## Carreras de caballos
Daly invirtió parte de su dinero en la cría de caballos purasangre en su granja de Bitterroot Stock Farm, ubicada cerca de Hamilton, y fue el propietario/criador de Scottish Chieftain, el único caballo criado en Montana que ha ganado el Belmont Stakes (1897).
En 1891, Daly se convirtió en el propietario de Tammany, uno de los caballos de carreras más rápidos del mundo en 1893. Era propietario de Inverness, semental de Scottish Chieftain, así como de Hamburg, Ogden y The Pepper. También organizó la reproducción del gran Sysonby, clasificado número 30 en 100 mejores purasangres estadounidenses del siglo XX por el Blood-Horse magazine. Daly murió antes de que naciera el caballo.
Después de su muerte, el Madison Square Garden de Nueva York organizó el 31 de enero de 1901 una venta de los pura sangre criados en Bitterroot. Se vendieron 185 caballos por un total de 405.525 dólares.

## Legado

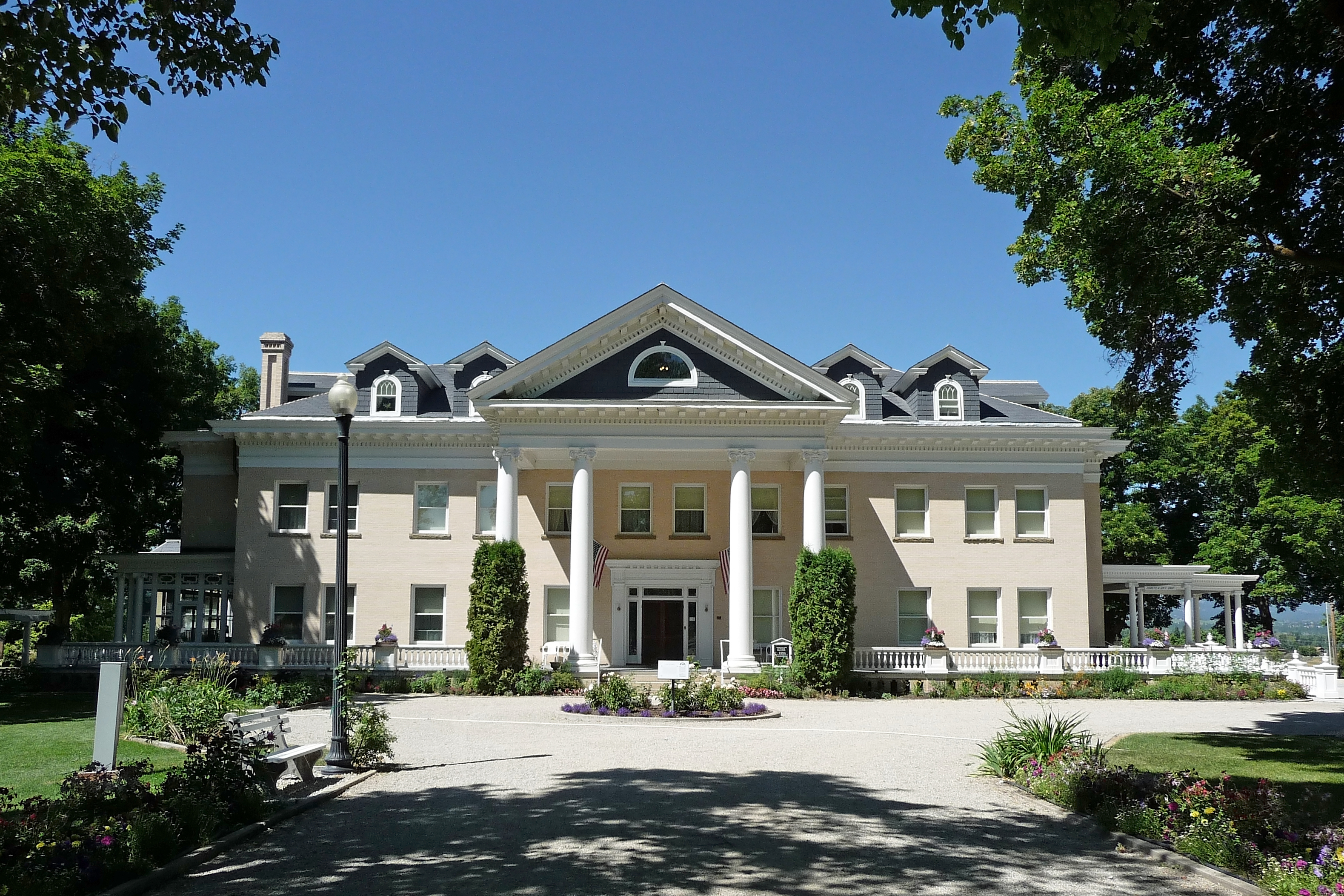
Casa de Margaret Daly, en Riverside, cerca de Hamilton

El legado de Daly en Anaconda muestra luces y sombras. Desde 1885 hasta 1980, la fundición fue una de las empresas más grandes de la ciudad y proporcionó empleos bien pagados por generaciones. Cuando la fundición cerró en 1980, durante una huelga, el 25 % de la fuerza laboral de la ciudad quedó sin trabajo y la ciudad no se ha recuperado desde entonces. La fundición fue derribada como parte de los esfuerzos de limpieza ambiental en la década de 1990, aunque la chimenea todavía está en su lugar original sobre la ciudad, visible a muchos kilómetros de distancia desde el valle.
El legado de Daly tuvo igualmente dos caras para Butte. La Compañía Anaconda fue comprada por la Amalgamated Copper Mining Company (ACM) en 1899, y en la década de 1920 controlaba la minería en la ciudad. Continuó siendo uno de los empleadores más grandes del estado y un pilar de las economías estatales y locales hasta la década de 1970. En la década de 1950, la ACM comenzó a explotar minas a cielo abierto en Butte, creando un pozo en constante crecimiento, conocido como Berkeley Pit, al este del distrito comercial principal. A mediados de la década de 1970, los precios del cobre se derrumbaron y la ACM fue comprada por la Atlantic Richfield Company, (ARCO). ARCO dejó de explotar el yacimiento de Butte en 1980 y cerró las bombas profundas en 1982, terminando lo que Daly había comenzado casi exactamente 100 años antes. Montana Resources, propiedad de Washington Group, a partir de 2007, opera una mina a cielo abierto de cobre y molibdeno en Butte, y también recupera cobre del agua en Berkeley Pit. En 1980, el Berkeley Pit, el río Clark Fork y la fundición fuera de la ciudad de Anaconda fueron declarados sitios federales incluidos en el programa superfund de la US EPA, destinado a la limpieza de lugares altamente contaminados. 
Una estatua de Daly obra de Augustus Saint-Gaudens se encuentra en la entrada principal de la Universidad de Montana Tech (anteriormente llamada Montana School of Mines), en el extremo oeste de Park Street en Butte.
En 2009, la American National Portrait Gallery de Washington D. C. adquirió un retrato de Daly, realizado por el artista estadounidense nacido en Suiza Adolfo Müller-Ury (1862-1947).
Riverside, la casa de verano de la familia Daly, está ubicada en Hamilton, Montana, y está abierta a los visitantes. Margaret Daly, la esposa de Marcus, hizo que la casa fuera remodelada después de su muerte en un estilo colonial georgiano.
El Marcus Daly Memorial Hospital, ubicado en Hamilton, Montana, se fundó el 18 de diciembre de 1929.
Durante la Segunda Guerra Mundial, la Armada de los Estados Unidos honró a Marcus Daly con una nave de la clase Liberty en honor a sus logros, el SS Marcus Daly. El barco sirvió honorablemente durante la guerra, desde 1943 hasta el final de las hostilidades, ganando varias medallas de servicio.